# Via Collatina Antica
La via Collatina Antica era una via romana que unia la ciutat de Roma amb la ciutat de Col·làtia, situada aigües amunt del riu Annio.
Sortia de Roma per la Porta Maggiore, com també ho feia la via Gabínia, que anava de Roma a Gabis, i la via Labicana, que portava a la ciutat de Labicum. Es dirigia cap a l'est en direcció a l'aqüeducte anomenat Aqua Virgo i passava prop de les seves fonts i finalment arribava a la ciutat de Col·làtia, a uns 15 km. al nord-est de Roma vora un afluent de l'Annio.